# フィリップ・ヴァン・ダー・ウォルト
フィリップ・ヴァン・ダー・ウォルト（Philip van der Walt、1989年7月14日 - ）は、南アフリカ共和国・東ケープ州アデレード出身のラグビーユニオン選手。

## プロフィール
- ポジションはナンバーエイト(No8)、フランカー(FL)。
- 身長 195cm、体重 110kg
- ニックネームはPhilip。

## 略歴
フリーステイト大学、シャークスを経て、2017年、キヤノンイーグルスに加入。同年8月18日に行われたジャパンラグビートップリーグ第1節のサントリーサンゴリアス戦にて先発出場で日本での公式戦初出場を果たす。
2019年、キヤノンイーグルスを退団した。